# Sur Tasna
Sur Tasna (föråldrat tyskt namn: Obtasna) är en krets i distriktet En i den schweiziska kantonen Graubünden. Den återgår på ett medeltida tingslag som ingick i Gotteshausbund redan från dess grundande år 1367. 1803 tillkom kommunen Tarasp, som fram till dess hade varit en Österrikisk enklav. Därefter omfattade kretsen de sex kommunerna Ardez, Guarda, Lavin, Susch, Tarasp och Zernez.

## Nutida indelning
År 2015 genomfördes en omfattande kommunsammanslagning i Enn-distriktet: Kommunerna Lavin och Susch införlivades med Zernez, medan Ardez, Guarda och Tarasp införlivades med Scuol i grannkretsen Suot Tasna. Därmed har kretsen minskat sin yta och befolkning betydligt och omfattar endast en kommun, den utvidgade Zernez. 

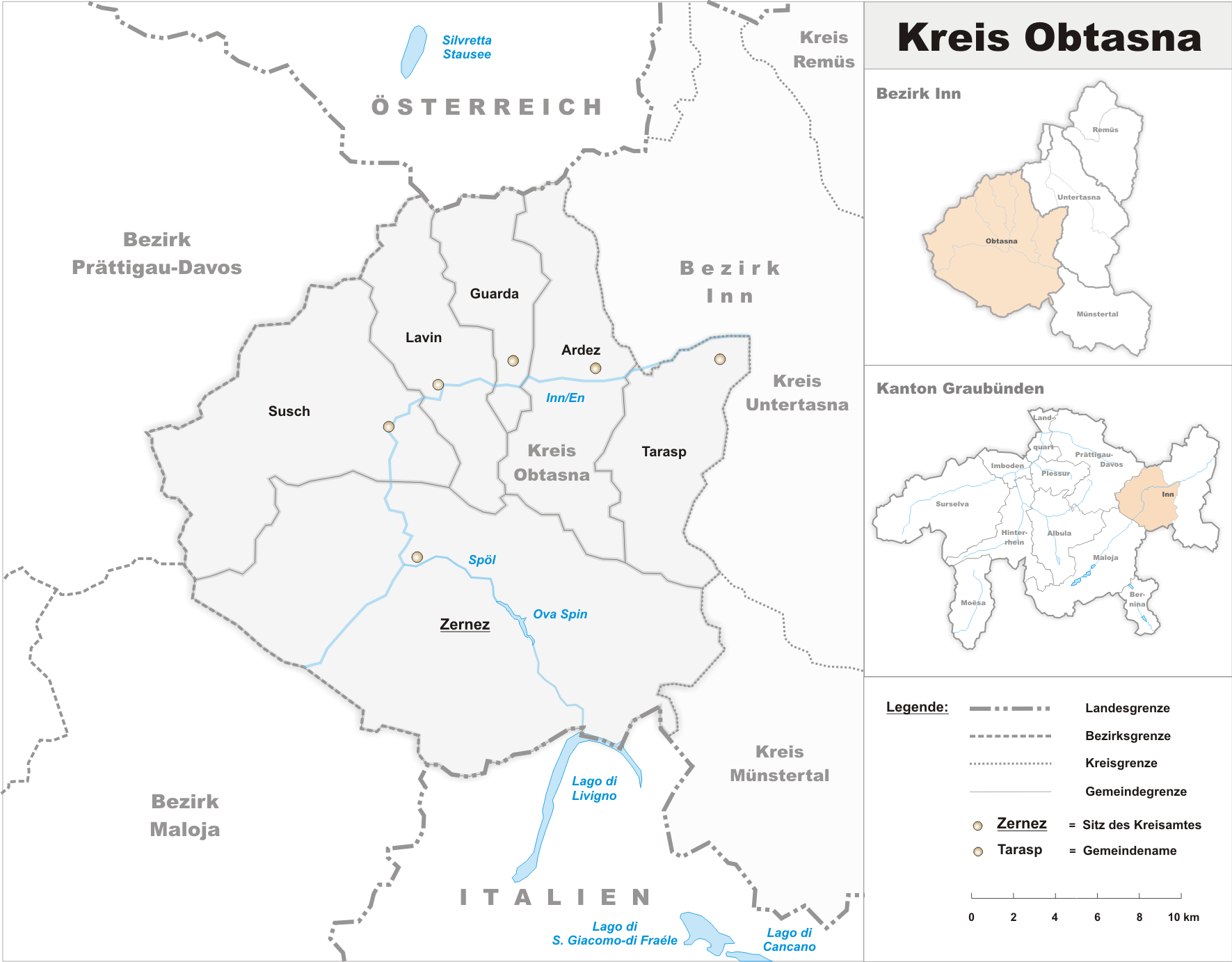
Kretsen och dess kommuner före 2015